# KORG DS-10 PLUS
『KORG DS-10 PLUS』（コルグ ディーエス テン プラス）は、AQインタラクティブから発売されているニンテンドーDSおよびニンテンドーDSi用ソフト。KORG DS-10の第2作目となる作品である。

## 概要
前作KORG DS-10と同様タッチペンを使った直感的な操作で入力や演奏ができ、プレイ人数も最大8人でシンクをして合奏ができたり、このソフト同士でデータを交換することができるモードがある。

## 新機能
KORG DS-10とKORG DS-10 PLUSには大きな違いがあり、新たにSONGモードに拡張機能が付けられる。それは、SONGプレイ中のパラメーター・エディットが可能になる点と、SONGモードでのトラックMUTEをプログラム可能になる点の二つである。また、KORG DS-10 PLUSだけの新機能が搭載され、ニンテンドーDSi専用にKORG DS-10の二台分の性能となる「Dual DS-10モード」を搭載される。同時発音数がこれによって6音から12音に、シミュレーターが2台から4台に、ドラム・マシンが2台から4台となり、よりパワフルな作曲が実現できる。